# طواف سويسرا 1994
طواف سويسرا 1994 (بالإنجليزية: 1994 Tour de Suisse)‏  هو سباق دراجات هوائية، وهو الموسم رقم 58 من السباق، وأقيم خلال الفترة 14 يونيو 1994، وحتى 23 يونيو 1994، وهو من نوع سباق المرحلة.
فاز فيه بالمركز الأول باسكال ريتشارد، وبالمركز الثاني Vladimir Poulnikov ‏، وبالمركز الثالث Gianluca Pierobon ‏، والفائز في ترتيب التسلق  Gianluca Pierobon ‏، والفائز حسب ترتيب النقاط Flavio Giupponi ‏.

## الفائزون
| الترتيب    | الفائز              |
| ---------- | ------------------- |
| الفائز     | باسكال ريتشارد      |
| الثاني     | Vladimir Poulnikov ‏ |
| الثالث     | Gianluca Pierobon ‏  |
| حسب النقاط | Gianluca Pierobon ‏  |
| تسلق الجبل | Flavio Giupponi ‏    |